# Andrew Lee Potts
Andrew Lee Potts (Bradford, 29 ottobre 1979) è un attore britannico.

## Biografia
Ha frequentato la Leeds Performing Arts School e ha iniziato la sua carriera nel Teatro Musicale. È apparso in molte serie televisive inglesi, ma il suo primo ruolo come personaggio regolare l'ha ottenuto per la serie Ideal. 
Fa parte del cast della serie televisiva di ITV Primeval dove interpreta il ruolo di Connor Temple.
Ha interpretato il cappellaio nel film tv Alice a fianco di Caterina Scorsone, Philip Winchester, Tim Curry e Kathy Bates.
È fratello dell'attrice Sarah-Jane Potts.
Dal 2008 al 2013 è stato fidanzato con Hannah Spearritt, sua co-star in Primeval. Il 20 agosto 2014 ha sposato la cantante Mariama Goodman. Nel 2016 la coppia ha annunciato la nascita del primo figlio.

## Filmografia

### Cinema
- Rage, regia di Newton I. Aduaka (1999)
- New Year's Day, regia di Suri Krishnamma (2000)
- The Bunker, regia di Rob Green (2001)
- Sogni di gloria (The Ride), regia di Gaby Dellal (2002)
- Sogni di gloria - La rivincita di Raf, regia di Jeff Jensen (2003)
- The Ride, regia di Patrick Harbinson (2002)
- The Poet, regia di Paul Hills (2003)
- Boudica, regia di Bill Anderson (2003)
- Nature Unleashed: Avalanche, regia di Mark Roper (2004)
- Rude Awakenings, regia di Alexia Merrington e Lucy Muss - cortometraggio (2005)
- Dead Fish, regia di Charley Stadler (2005)
- Dipper, regia di P.J. Harling - cortometraggio (2005)
- Caffeine, regia di John Cosgrove (2006)
- Popcorn, regia di Darren Fisher (2007)
- 1408, regia di Mikael Håfström (2007)
- Return to House on Haunted Hill, regia di Víctor García (2007)
- Heart of a Dragon, regia di Michael French (2008)
- Freakdog (Red Mist), regia di Paddy Breathnach (2008)

### Televisione
- Children's Ward – serie TV (1989)
- WYSIWYG – serie TV (1992)
- Heartbeat – serie TV, episodio 2x10 (1993)
- The Biz – serie TV (1995)
- Hetty Wainthropp Investigates – serie TV, episodio 3x04 (1997)
- Lost in France – cortometraggio TV (1998)
- Sunburn – serie TV, episodio 1x01 (1999)
- Dalziel and Pascoe – serie TV, episodio 4x03 (1999)
- Anchor Me, regia di Patrick Lau - film TV (2000)
- Band of Brothers - Fratelli al fronte (Band of Brothers) – mini-serie TV, episodio 1x08 (2001)
- Lost - Dispersi nell'oceano (Stranded), regia di Charles Beeson - film TV (2002)
- Night Flight, regia di Nicholas Renton - film TV (2002)
- The American Embassy – serie TV, episodio 1x03 (2002)
- Buried – serie TV, episodio 1x03-1x08 (2003)
- Strange – serie TV, 6 episodi (2003)
- Absolute Power – serie TV, episodio 1x04 (2003)
- Foyle's War – serie TV, episodio 2x04 (2003)
- Fat Friends – serie TV, episodi 3x01-3x02 (2004)
- Rose and Maloney – serie TV, episodio 1x01 (2004)
- Twisted Tales – serie TV, episodio 1x02 (2005)
- Taggart – serie TV, episodio 22x08 (2006)
- Trial & Retribution – serie TV, episodi 10x01-10x02 (2006-2007)
- Cold Blood – miniserie TV, episodio 1x02 (2007)
- L'ispettore Gently (Inspector George Gently) – serie TV, episodio 2x03 (2009)
- Ideal – serie TV, 17 episodi (2005-2009)
- Alice – mini-serie TV, episodio 1x01-1x02 (2009)
- A Passionate Woman – serie TV, episodio 1x02 (2010)
- Primeval – serie TV, 36 episodi (2007-2011)
- Primeval: New World - serie TV, 2 episodi (2012)
- L'ispettore Barnaby (Midsomer Murders) – serie TV, episodio 17x02 (2015)

## Doppiatori italiani
- Mirko Mazzanti in The Bunker
- Sacha De Toni in 1408